# 赫斯霍爾姆
赫斯霍爾姆（丹麥語：Hørsholm），是丹麥的城市，位於該國東部，處於首都哥本哈根以北約25公里的厄勒海峡沿岸，面積31平方公里，海拔高度32米，2015年人口46,717。